# KMPlayer
KMPlayer (Konqueror Media Player) je multimediální přehrávač pro KDE. Lze jej integrovat do prohlížeče Konqueror, stejně tak jej používat jako samostatnou aplikaci. Při přehrávání využívá buď MPlayer, xine nebo FFmpeg. Přehrávač podporuje streamované video i přehrávání audio CD Současná verze z 22. března 2008 je pre relase pro KDE 4. Program používá knihovnu Cairo.
Pro operační systém Windows existuje jiný stejnojmenný přehrávač The KMPlayer.